# Severin Hacker
Severin Hacker es un científico informático nacido en Suiza, es cofundador y CTO de Duolingo, la plataforma digital de aprendizaje de idiomas más popular del mundo.

## Biografía
Hacker nació en el año 1984 y creció en Zug, estudió en la ETH Zurich. En una entrevista de 2020, Hacker especificó que los juegos jugaron un papel importante en su interés por la informática: "Lo que me atrajo originalmente a la informática fueron los videojuegos y el deseo de construir tus propios juegos y entender cómo se construyen esos juegos. Estaba un poco obsesionado".
Obtuvo su Bachelor en Ciencias de la Computación por la ETH Zúrich en 2006. Posteriormente se trasladó a Pittsburgh para estudiar en la Universidad Carnegie Mellon, donde cofundó Duolingo con Luis von Ahn. Obtuvo su Doctorado en Ciencias de la Computación por la Carnegie Mellon en 2014.

## Fundación de Duolingo
Alrededor del año 2009, Hacker y su antiguo asesor de posgrado, Luis von Ahn, querían desarrollar una aplicación que pudiera traducir los sitios de Internet, de manera que fueran accesibles para las personas que no hablan inglés. Consideraban en ese entonces que los programas de traducción automática no eran tan eficaces como el uso de las habilidades y conocimientos de los hablantes bilingües, no obstante conoce que las personas no quieren traducir y señala que "cuesta trabajo", por lo que la idea principal es usar la ludificación para realizar traducciones y a su vez aprender idiomas. Durante los estudios de doctorado de Hacker, Duolingo se convirtió en un subproducto de esta idea, o "error feliz". El objetivo de Hacker para Duolingo era hacerlo "100% gratuito" para que la persona más desfavorecida con conexión a internet siguiera teniendo acceso a él.

### Duolingo
Hacker y su equipo de estudiantes de doctorado utilizaron el aprendizaje automático para personalizar Duolingo a cada usuario. En concreto, querían predecir qué conceptos lingüísticos estaba a punto de olvidar el usuario. En 2012, un estudio realizado por universidades estadounidenses demostró que pasar 34 horas de aprendizaje en Duolingo equivalía a un semestre completo de un curso de idiomas universitario. Hacker y Von Ahn aún pretenden utilizar Duolingo para acercarse a su idea original. En 2015, empezaron a vender traducciones, como al grupo de noticias tecnológicas en español de la CNN.

### Filosofía de la retención
Hay dos partes en la "Filosofía de la retención" de Hacker: el aprendizaje debe ser divertido y la motivación debe mantenerse alta. A través de Duolingo, Hacker quiere que los usuarios tengan la opción de aumentar su "cuota de permanencia", lo que implica ajustar el tiempo de aprendizaje y la dificultad del curso. Otra idea derivada de la filosofía de Hacker fue aplicar la ludificación a Duolingo. Se trataba de aplicar al curso elementos y principios de juego en lugar de herramientas de aprendizaje en el aula.

## Premios y honores
- En 2014, Hacker recibió el Premio Crunchie a la mejor startup.[13]
- En 2014, Hacker fue incluido en la lista de "Los mejores innovadores menores de 35 años" del MIT Technology Review."[12]
- En 2016, Hacker y Luis von Ahn recibieron el premio Tech 50.[14]
- En 2019, Hacker recibió el Premio al Emprendedor del Año de One Young World.[15]

## Empresas e inversiones externas
- IAM Robotics, una empresa de robótica centrada en el cumplimiento autónomo.
- ViaHero, un servicio de planificación de viajes que crea itinerarios personalizados.
- Brainbase, una plataforma que ayuda a las empresas a gestionar y monetizar su propiedad intelectual.
- Gridwise, una app que proporciona información sobre la demanda de conductores en toda una ciudad.
- Abililife, una empresa que desarrolla tecnologías para ayudar a los enfermos de Parkinson.[16]